# Josep Esteve Aguiló
Josep Esteve Aguiló (Barcelona, 8 d'agost de 1901 - Santiago de Xile, 10 de febrer de 1953) fou un tècnic tèxtil, catalanista i d'esquerres, afiliat a Acció Catalana Republicana i posteriorment a Esquerra Republicana de Catalunya, regidor de Foment i Treball i de Defensa a l'Ajuntament de Sabadell.
De ben jove va haver de traslladar-se amb la família a Buenos Aires, on els seus pares van anar-hi per motius laborals, fins a l'any 1917 que retornaren a Catalunya, on finalment es varen establir a Sabadell. Josep Esteve compaginava el seu treball a la indústria tèxtil amb els estudis de formació tècnica a l'Escola Industrial d'Arts i Oficis de Sabadell, on aconseguí formar-se com a tècnic tèxtil. De teixidor passà a encarregat de telers (Majordom tèxtil), formant part del Gremi de Majordoms Tèxtils, del qual en va ser nomenat President. Posteriorment formà part del Sindicat d'Empleats i Tècnics de la Indústria.
Milità primer a Acció Catalana Republicana i posteriorment a Esquerra Republicana de Catalunya, on es va fer molt amic de Salvador Sarrà i Serravinyals.
Participà en els fets del 6 d'octubre de 1934, la insurrecció amb la proclamació del president Lluís Companys de “l'Estat Català dins la República Federal Espanyola” que pretenia acabar amb el govern central cada vegada més escurat a la dreta amb l'entrada de la Confederación Española de Derechas Autónomas. A Sabadell a diferència d'altres ciutats com Terrassa de majoria cenetista, si que hi va haver una insurrecció, ja que la Federació Local de Sindicats era de majoria trentista, i tot i que encara estava adherida a la Confederació Nacional del Treball, no seguia els postulats majoritaris de no participar en l'aixecament. Josep Esteve i els seus companys van ser detinguts pel general Domènec Batet i confinats al vaixell “Uruguay”, on hi romangueren fins al 16 de febrer de 1936. Batet, s'oposaria més endavant al cop militar i acabaria detingut a Burgos, condemnat a mort en Consell de Guerra el 8 de gener de 1937 i afusellat el 18 de febrer de 1938.
Josep Esteve durant l'alcaldia de Joan Miralles Orrit i de Josep Moix i Regàs, va ocupar els càrrecs Conseller-Regidor de Foment i Treball i de Defensa. Amb la derrota de la República, s'exilià a França on anà a parar al camp de concentració d'Argelers, d'on va aconseguir sortir-ne gràcies al seu amic Salvador Sarrà i Serravinyals, amb qui visqué durant un temps a casa d'un amic sabadellenc, Francesc Graells, radicat a Masamet (Tarn). Posteriorment aconseguí reunir-se amb els seus familiars i s'embarcà al vaixell “Winnipeg” i arribà a Xile el setembre de 1939.
A Santiago de Xile es va retrobar amb familiars i amics sabadellencs com Francesc Trabal i Benessat, Joan Oliver, Josep Rosas, etc. Amb els també exiliats, Antoni Solé i Quadrat, Josep Pujol i Joan Alemany, entre d'altres, va crear una fàbrica de conglomerats per la construcció, però durà poc temps. Des de l'any 1941, va treballar a l'empresa vinícola fundada pel seu amic Salvador Sarrà i Serravinyals. Continuà la seva activitat política al Centre Català i a l'Agrupació Patriòtica Catalana de Santiago de Xile. Però la mort del seu fill petit Jordi a causa d'un infart de miocardi, el va afectar greument i va perdre la il·lusió de poder canviar la situació política i de retornar a Catalunya. Va morir el 10 de febrer de 1953 amb només 51 anys.